# Iglesia parroquial de Nuestra Señora de Częstochowa en Lubin

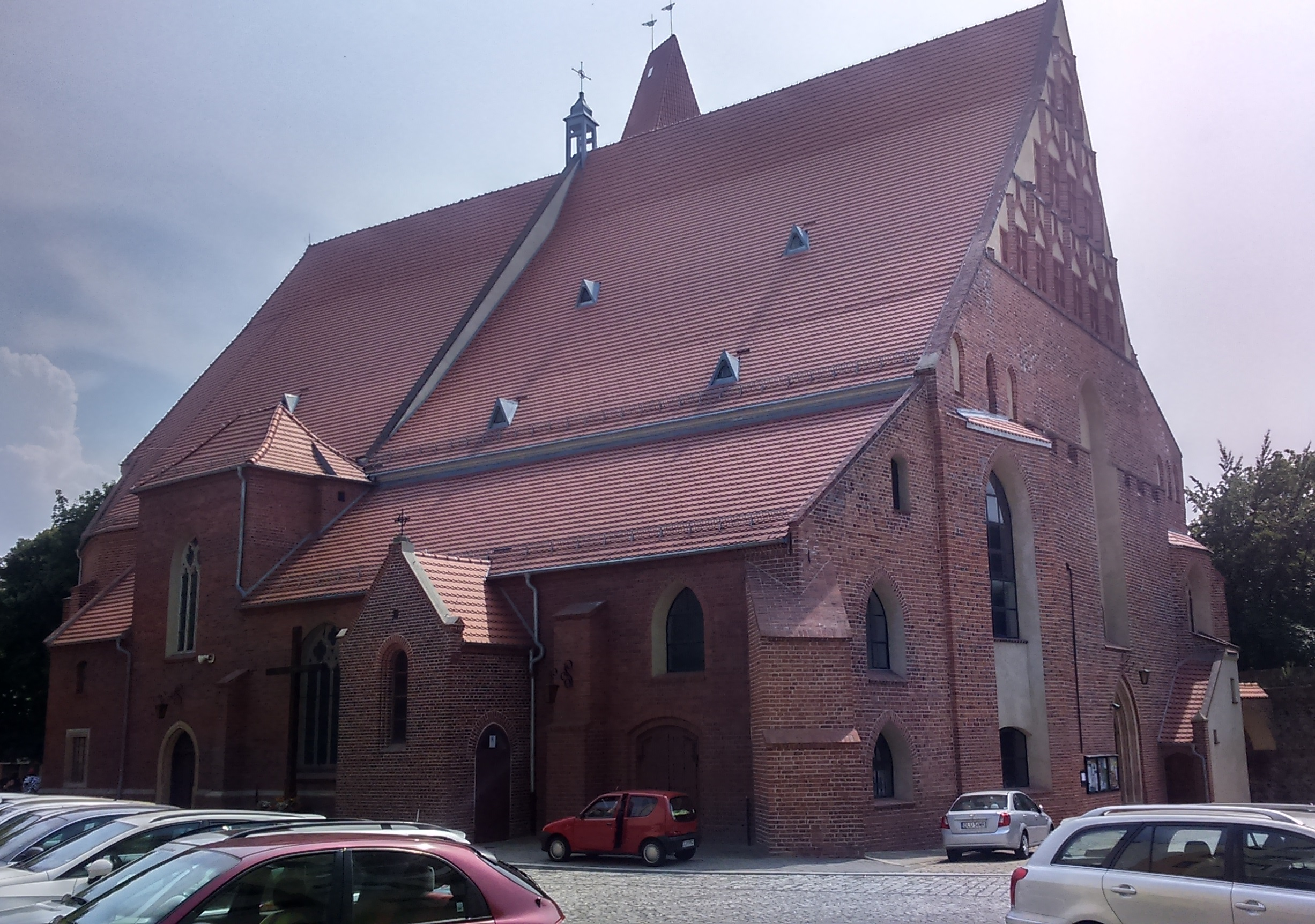
La Iglesia de Nuestra Señora de Częstochowa

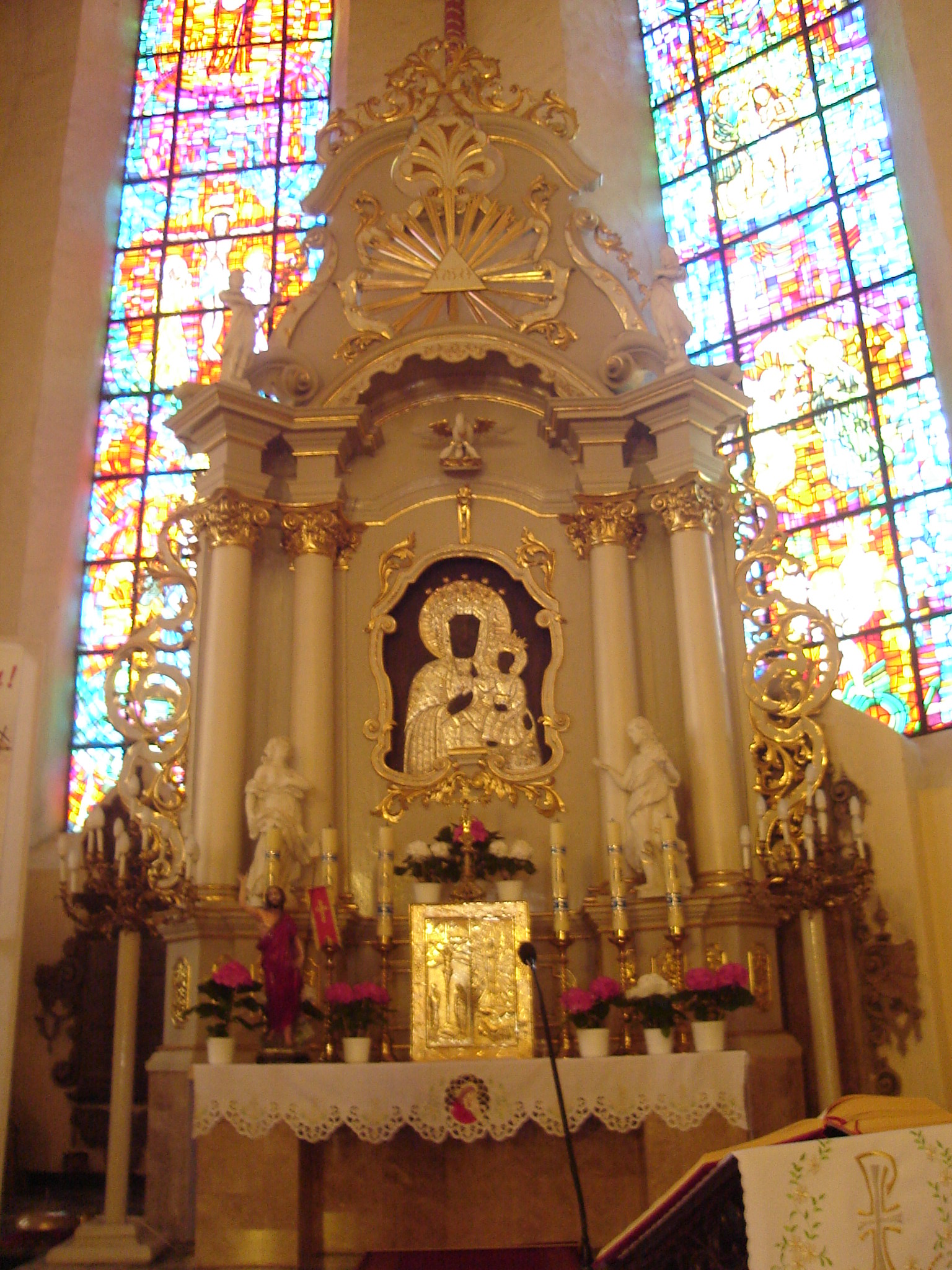
El altar mayor

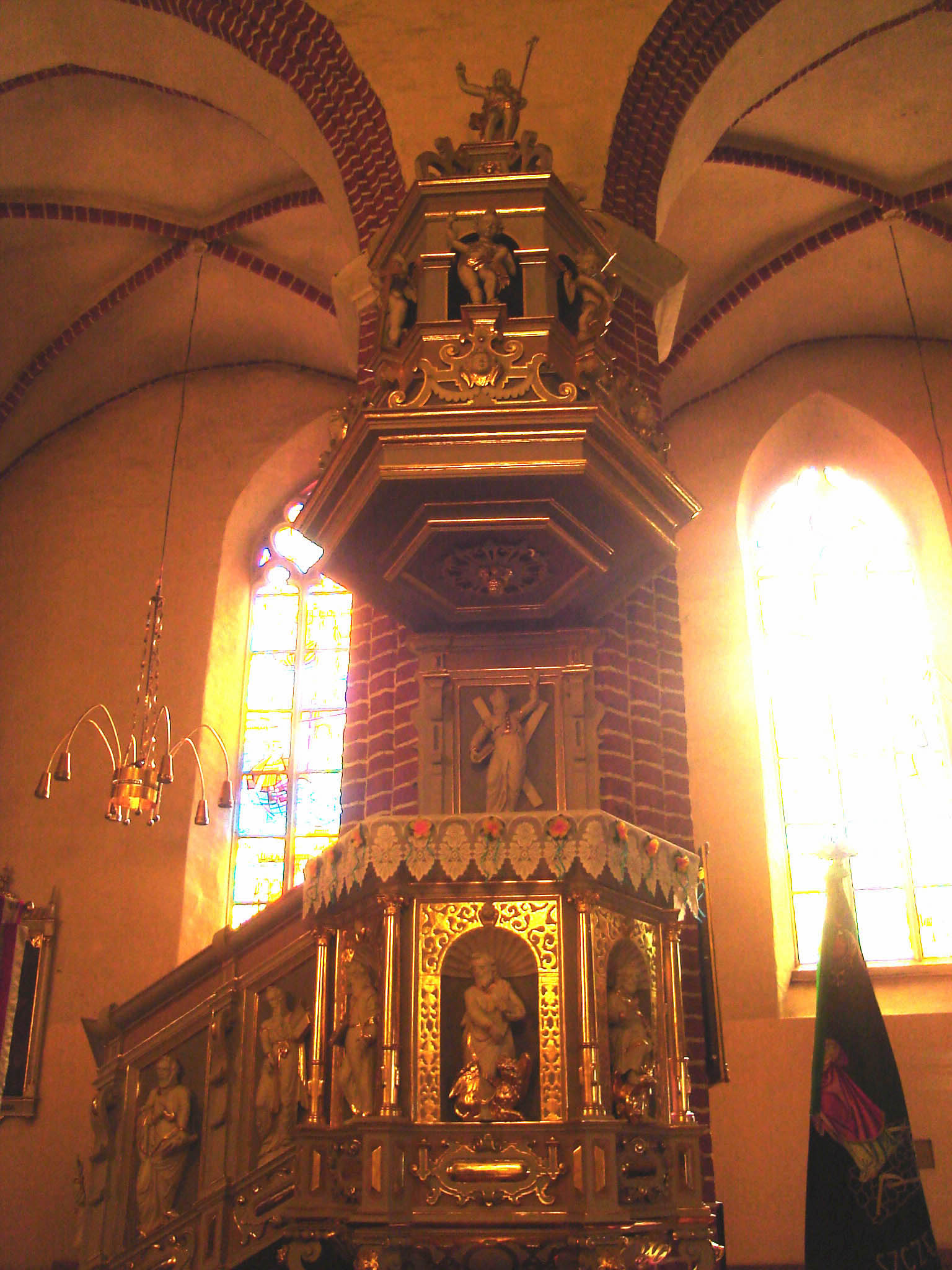
Púlpito

La Iglesia parroquial de Nuestra Señora de Częstochowa en Lubin es un templo católico de estilo gótico, ubicado en la calle Kołłątaja. Es la iglesia parroquial de parroquia salesiana de Nuestra Señora de Częstochowa en Lubin. 

## Arquitectura
El tempo, cuya construcción fue interrumpida varias veces por las hostilidades, duró desde la segunda mitad del siglo XIV hasta principios del siglo XVI. Es una iglesia orientada al este, construida de ladrillo en estilo polaco (gótico). Dentro hay bóvedas estelares (nave principal), bóvedas de crucería (presbiterio, pasillos laterales) y bóvedas de red (capilla norte). 

## Ornamentación

### Altar
Del siglo XVIII, barroco, el altar de Nuestra Señora de Częstochowa fue trasladado de una iglesia de Legnickie Pole después de la Segunda Guerra Mundial. Sobre el tabernáculo, en el altar de la iglesia, hay un cuadro con la imagen de Nuestra Señora de Częstochowa, rodeado de motivos florales dorados – dos figuras femeninas se dirigen hacia él, cada una de las cuales se coloca entre las columnas. La primera se presenta en una pose que muestra deleite, admiración: con una mano se toca el pecho y levanta la cabeza. La segunda figura se presenta en una pose de oración: sus manos están ligeramente levantadas. Encima del cuadro hay una pequeña escultura de un pelícano que alimenta a los polluelos con su sangre, que es una representación simbólica de la Eucaristía y más arriba, el signo del Dios Trino: un triángulo rodeado de rayos con el nombre de Dios inscrito en él.
Otros dos altares conservados, originalmente colocados en el templo de Lubin, se encuentran ahora en Breslavia.  El primero, retablo con dos alas laterales (un tipo de tríptico), de estilo gótico tardío del año 1522, que presenta la Dormición de la Santísima Virgen María (Tránsito de María), fue trasladado a la Catedral de San Juan el Bautista en Breslavia, gravemente dañada durante el asedio de la ciudad en 1945, donde está el altar mayor. El creador de dicho altar está reconocido como el Maestro de los Altares de Lubin. En cambio, el tríptico de San Severino de Nórico, de 1523, se encuentra en el Museo Nacional de Breslavia. 

### Santuario

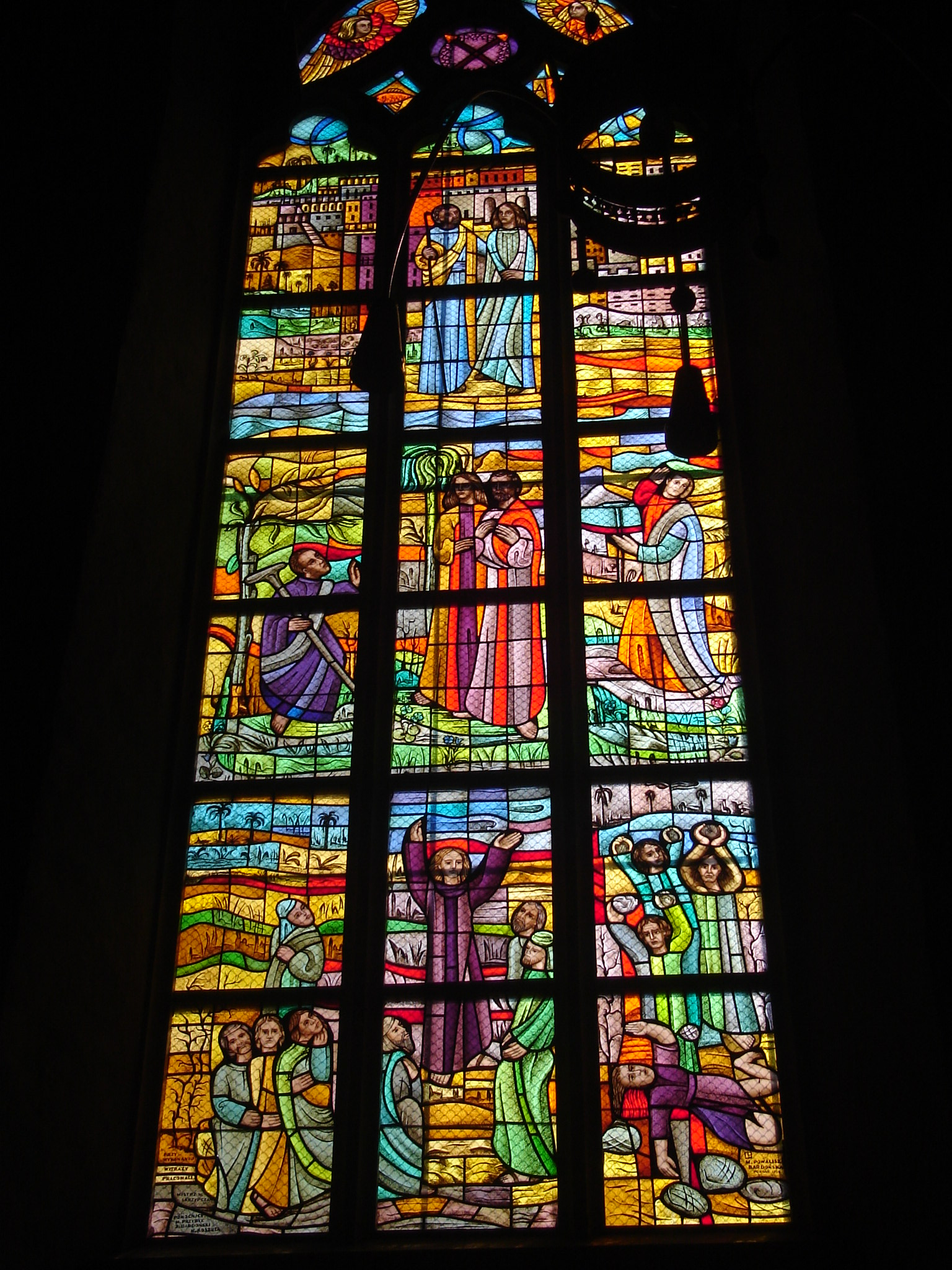
Una de las vidrieras de la nave lateral

Éste se encuentra al lado izquierdo del altar, está hecho de piedra y se utilizaba para colocar dentro el Santísimo Sacramento. Hoy en día es el monumento más valioso de este templo. 

### Púlpito
El púlpito del Renacimiento tardío de 1623 está decorado con figuras de los Santos Apóstoles y Evangelistas, mientras que a estos últimos les rodea también la decoración con motivos florales dorados. Además de los imágenes de los Apóstoles y Evangelistas, que se encuentran en una barandilla del púlpito, aparecen también figuras y bajorrelieves de ángeles y una escultura de Cristo, cuyo mano derecha está levantada mientras la izquierda lleva la cruz.   

### Sillería del coro
Además de los bancos tradicionales para los fieles, también hay bancos, antes destinados al clero, que hoy en día son utilizados por los laicos: decorados por pequeños cuadros, en los que el tiempo ya ha dejado su huella, por lo que no veremos mucho en ellos. Lo que sí se puede ver en una sillería a la derecha de la puerta son, por ejemplo, león al pie de una torre, dos serpientes o palas cruzadas.

### Vitrales
En el presbiterio de la iglesia se encuentran cinco vidrieras. La primera muestra al Príncipe Władysław y al padre Kordecki, mirando la imagen de Nuestra Señora de Częstochowa, así como la defensa de Jasna Góra. La segunda presenta la Coronación de Virgen, la Adoración de los Reyes Magos y a Santa Ana con la Virgen María. La tercera vidriera muestra la Caída de Adán y Eva, Dios rodeado de ángeles y las criaturas de Dios. El cuarto vitral presenta la Navidad y la muerte de Cristo, entre otras, y el quinto el Pentecostés, el Bautismo de Jesús, la Anunciación de la Santísima Virgen María y a San Miguel Arcángel. En la nave sur (derecha) hay tres vitrales. El primero presenta unos eventos evangélicos, a saber: la vocación de los apóstoles, la pesca milagrosa y la multiplicación de los panes. El segundo muestra los acontecimientos sobre los que leemos en los Hechos de los Apóstoles: la curación de un cojo por los Apóstoles Pedro y Juan, el discurso de San Esteban y su martirio. En el tercero se ven la conversión de Saulo Pablo (Pablo de Tarso) y también el bautismo y la transmisión del Espíritu Santo por la imposición de manos. En la nave norte (izquierda), donde se encuentra la capilla de Santa Bárbara, patrona de los mineros, hay una vidriera que muestra, entre otras, la santa mencionada, su conversión y martirio y también el escudo de la ciudad minera de Lubin.

### Otras
En el tempo se encuentran también epitafios, lápidas y un crucifijo de estilo gótico tardío.